# Gamasomorpha puberula
Gamasomorpha puberula är en spindelart som först beskrevs av Simon 1893.  Gamasomorpha puberula ingår i släktet Gamasomorpha och familjen dansspindlar.
Artens utbredningsområde är Venezuela. Inga underarter finns listade i Catalogue of Life.